# Thundersteel/The Privilege of Power
Thundersteel/The Privilege of Power es un álbum recopilatorio de la banda estadounidense de heavy metal Riot y fue lanzado en formato de disco compacto por la subsidiaria de Cherry Red Records, IronBird Records, en el año de 2009.

## Descripción
Esta producción discográfica se compone de dos CD que numeran un par de álbumes de la agrupación: Thundersteel y The Privilege of Power,  publicados en 1988 y 1990 respectivamente por CBS Records en el continente americano, mientras que en Europa fue el sello Epic Records.
El editor de Allmusic James Christopher Monger calificó a este compilado con una puntuación de cuatro estrellas de cinco posibles.

## Lista de canciones
| Disco uno: Thundersteel |                                  |                                                                       |          |  |
| N.º                     | Título                           | Escritor(es)                                                          | Duración |  |
| 1.                      | «Thundersteel»                   | Mark Reale / Don Van Stavern                                          | 3:49     |  |
| 2.                      | «Fight or Fall»                  | Don Van Stavern                                                       | 4:24     |  |
| 3.                      | «Sign of the Crimson Storm»      | Mark Reale                                                            | 4:39     |  |
| 4.                      | «Flight of the Warrior»          | Tony Moore / Reale / Van Stavern                                      | 4:17     |  |
| 5.                      | «On Wings of Eagles»             | Moore / Reale / Van Stavern                                           | 5:41     |  |
| 6.                      | «Johnny's Back»                  | Moore / Reale / Van Stavern                                           | 5:32     |  |
| 7.                      | «Bloodstreets»                   | Moore / Reale                                                         | 4:38     |  |
| 8.                      | «Run for Your Life»              | Moore / Reale / Van Stavern                                           | 4:08     |  |
| 9.                      | «Buried Alive (Tell Tale Heart)» | Moore / Reale / Van Stavern / Bobby Jarzombek / Steve Loeb / Bob Held | 8:54     |  |
| 46:06                   |                                  |                                                                       |          |  |

| Disco dos: The Privilege of Power |        |              |          |  |
| N.º                               | Título | Escritor(es) | Duración |  |
| 57:52                             |        |              |          |  |

## Créditos

### Riot
- Tony Moore — voz.
- Mark Reale — guitarra acústica y guitarra eléctrica.
- Don Van Stavern — bajo.
- Bobby Jarzombek — batería.

### Músicos adicionales
- Mark Edwards — batería (en las canciones 2, 3, 5 y 7 del disco uno).
- Joe Lynn Turner — voz (en la canción «Killer»).
- James ‹Blood› Ulmer — guitarra (en el disco dos).
- G. E. Smith — guitarra (en el disco dos).
- T.M. Stevens — bajo (en el disco dos).
- Bob Held — bajo (en la canción «Little Miss Death»).
- Tower of Power — instrumento de viento de metal (en el disco dos).
- Randy Brecker — instrumento de viento de metal (en el disco dos).
- Jon Faddis — instrumento de viento de metal (en el disco dos).
- Dave Bargeron — instrumento de viento de metal (en el disco dos).
- Ron Cuber — instrumento de viento de metal (en el disco dos).
- Lawrence Feldman — instrumento de viento de metal (en el disco dos).

### Productores
- Mark Reale
- Steve Loeb
- Rod Hui
- Vince Perazzo